# Тагиров, Фаик Шакирджанович
Фаи́к Шакирджа́нович Таги́ров (16 (29) октября 1906, дер. Ачасыр — 28 марта 1978, Москва) — советский художник-авангардист. Специалист по типографскому делу, кандидат технических наук. Капитан Красной армии.

## Биография
Родился в семье учителя графических искусств (рисования, черчения и каллиграфии) Шакирджана Ахмеджановича Тагирова (1858–1918) и его жены Гульчигря, был тринадцатым ребёнком в семье.
В 1920–1922 годах учился на трёхгодичных татаро-башкирских педагогических курсах в Свердловске. В 1922 году поступил одновременно на гранитно-скульптурное отделение Уральского художественно-промышленного техникума и в Казанский архитектурно-художественный институт. В 1925 году перевёлся на книжное отделение полиграфического факультета ВХУТЕИН в Москве, где учился у В. А. Фаворского и Л. А. Бруни.
В 1923 году стал членом президиума татарского отделения «Левого фронта искусств» (ТатЛЕФ) и его национального крыла «Сулф». С 1924 года стал заниматься оформлением печатной продукции (книг, журналов и др.) для различных казанских и московских издательств, заниматься разработкой шрифтов. В 1927 году включился в популяризацию нового алфавита татарского языка яналиф. В 1927–1928 годах участвовал в организации объединений «Октябрь» и «Молодой октябрь».
В 1930 году окончил ВХУТЕИН и по ходатайству ЦК ВЛКСМ был направлен в командировку в Германию «для изучения художественно-полиграфического образования». По возвращении (в том же году) поступил в аспирантуру издательского факультета Московского полиграфического института, где вёл авторский курс «Теории и практики шрифта» (до 1935 года в должности ассистента, после — доцента). В 1932–1933 годах также вёл курс «Теории композиции» в издательском техникуме при ОГИЗ РСФРС. В 1932–1935 годах проходил научно-исследовательскую практику в Институте психологии, педологии и психотехники под руководством В. А. Артёмова, после чего был оставлен при институте в качестве внештатного старшего научного сотрудника «для проведения исследований по удобочитаемости шрифтов и алфавитных знаков».
В 1934 году окончил аспирантуру, работал во Всесоюзном центральном комитете нового алфавита (ВЦКНА). В 1937 году стал старшим научным сотрудником в НИИ полиграфической промышленности Наркомместпрома РСФСР. В 1938 году организовал и возглавил лабораторию шрифта НИИ полиграфической и издательской техники ОГИЗ РСФСР. В том же году получил степень кандидата технических наук по совокупности работ (без защиты диссертации).
В 1939–1941 годах руководил группой по выполнению спецзаказов ГлавПУРКК. В 1941–1946 годах в составе второго, третьего и четвёртого Украинских фронтов участвовал в боях от Киева до Праги.
В 1946 году вернулся на работу в НИИ полиграфического машиностроения в должности начальника отдела новых шрифтов. В 1955 году перешёл на должность заведующего лабораторией шрифтов особых графических форм, в 1963 году — на должность заведующего сектором шрифтов народов Азии.
В начале 1960-х годов Тагирову ампутировали ногу. В 1978 году он умер после продолжительной болезни.

### Семья
- Жена — Александра Николаевна Коробкова (1905–1998), художник.
  - Дочь — Эра Фаиковна Тагирова (1930–?).
  - Дочь — Рейда Фаиковна Тагирова (1933–2002), типограф[6].

## Работы

### Оформление книг (избранное)
- Эдшмид К. Баски. Быки. Арабы. Книга об Испании и Марокко / пер. с нем. Е. Эйхенгольц, авт. предисл. И. Анисимова, худ. Ф. Тагиров. — Москва–Ленинград: Государственное издательство, 1929. — 234 с.
- New York (англ.) / Planned and compiled by John Kashkeen. Illustrations and maps arranged by F. Tagirov. Supplement: Vocabulary and Explanatory notes by M. Lorie. — Moscow: Co-operative publishing society of foreign workers in the U.S.S.R., 1933. — 160 p.

### Разработка шрифтов
- 1925 — арабского языка.
- 1938 — армянского языка.
- 1939 — грузинского языка.
- 1940 — кириллический для IV издания собрания сочинений В. И. Ленина.
- 1941 — пенджаби.
- 1952 — уйгурского языка.
- 1957 — корейского языка.
- 1958 — гурмукхи «Гурмукхи-народная».
- 1959 — кириллический «Илья-муромец».
- 1961 — деванагари «Бхилаи».
- 1964 — деванагари «Бхилаи Тагирова».
- 1966 — корейского языка «Инмин», «Оперативная Тагирова», «Квадратная Тагирова».
- 1971 — кириллический и латинский «Акцидентная Тагирова»[2][4].

### Выставки
- 1–7 декабря 1924 года — «Выставка КАХУТЕМАС» (Казань).
- 1925 год — «Вторая изобразительная выставка лабораторно-производственных работ ЛЕФ» (Казань).
- 1925 год — «Exposition Internationale des Arts Decoratifs et Industriels Modernes» («Всемирная выставка декоративных искусств»; Париж).
- 1927 год — «Юбилейная выставка искусства народов СССР» (Москва).
- 1–15 мая 1929 года — выставка «Казанский плакат» (Казань).
- 1930 год — «Первая выставка объединения “Октябрь”» (Москва).
- 1930 год — выставка «Die Oktjabr Ausstellung. An der Front des Funfjahrplanes» («“Октябрь” на фронте пятилеток»; Берлин).
- 5 июня–7 июля 1931 года — «Выставка молодых художников».
- 15 мая–15 августа 1931 года — «Salon International du livre d'art» («Международная выставка искусства книги»; Париж).
- Март–апрель 1932 года — «Salon International du livre d'art» («Международная выставка искусства книги»; Лион).
- 1932–1933 годы — выставка «Современное искусство СССР» (Чикаго, Нью-Йорк, Сан-Франциско, Филадельфия).
- 1959 год — IV Международная выставка искусства книги (Лейпциг).
- 1961 год — «Вторая выставка шрифтов и орнаментов» (Москва).
- 1969 год — международная выставка «Инполиграфмаш-69» (Москва).
- 1979 год — выставка «Мастера шрифта. Художники Ф. Тагиров и А. Коробкова» (Казань).
- 1990 год — выставка «Сулф. ЛЕФ. ТатАХРР. Искусство Татарии 1920–1930-х годов» (Казань).
- 1993 год — выставка «Новое искусство. Вчера, сегодня, завтра» (Казань).
- 2004 год — выставка «Начало века: традиции авангарда в современном искусстве Татарстана» (Казань).
- 28 апреля–6 июня 2005 года — выставка «АРХУМАС: казанский авангард 1920-х» (Москва).
- 26 октября–29 ноября 2005 года — выставка «АРХУМАС: казанский авангард 1920-х» (Казань).
- 24 ноября 2006–15 января 2007 годов — выставка «Книжная графика. Рисунок. Гравюра» (Казань).
- 20 декабря 2013–15 марта 2014 годов — выставка «Казанский авангард. 1910–1930-е» (Казань).
- 25 апреля–6 августа 2023 года — выставка «Логос: голос конструктивизма» (Москва).

## Оценки деятельности
Тагиров является одним из крупнейших представителей казанского авангардизма наравне с К. К. Чеботарёвым, А. Г. Платуновой, Б. И. Урманче. Современные казанские журналисты называют его «татарским Родченко». Возможное объяснение того, почему работы Тагирова «нечасто выставлялись в галереях Казани», они видят в том, что его творческое наследие состоит преимущественно из иллюстраций и дизайнов обложек.
Так, среди всего его творчества именно две «книжные» работы Тагирова вызвали наиболее широкий общественный резонанс: «Баски. Быки. Арабы» Казимира Эдмида 1929 года и сборник произведений революционных американских писателей «New York» 1933 года. Как пишет об этом искусствовед В. Г. Кричевский: «Пожалуй, ни одна другая типографическая работа не наделала в России столько шума, как “Баски...”». Несмотря на то, что Тагиров не был первопроходцем в области конструктивистского оформления книг (этим уже успел прославиться И. М. Зданевич), он первый смог опубликовать подобный труд большим тиражом в крупнейшем советском издательстве. В свою очередь, сборник «New York» удостоился специального обсуждения и выставки в Доме печати, на которых присутствовали А. М. Ган, С. Б. Телингатер, Э. Лисицкий, А. М. Родченко, Д. Моор и В. А. Фаворский.
Однако наибольшую известность Тагиров получил как специалист по типографскому делу: исследователи отмечали глубину его теоретических работ, в частности, посвящённых изучению графемы. Отдел наборных шрифтов НИИ Полиграфического машиностроения, который Тагиров возглавлял в 1946–1963 годах, даже называли «институтом Тагирова».

## Награды
- 21 июля 1944 года — орден Красной Звезды.
- 23 ноября 1944 года — орден Отечественной войны II степени.
- 9 мая 1945 года — медаль «За победу над Германией в Великой Отечественной войне 1941–1945 годов».
- 17 мая 1945 года — орден Отечественной войны I степени[14].
- 1959 год — грамота магистрата города Лейпциг в рамках Международной выставки искусства книги.